# Bronchiolitis obliterans
A Bronchiolitis obliterans (BO), összehúzó bronchiolitis és 'popcorn tüdő', egy olyan betegség, amely a tüdő legkisebb légutak (hörgők) elzáródását eredményezi gyulladás következtében. A tünetek közé tartozik a száraz köhögés, légszomj, sípoló légzés és fáradtság. Ezek a tünetek általában hetek-hónapok alatt romlanak. Nem kapcsolódik a kriptogén szerveződő tüdőgyulladáshoz, amelyet korábban bronchiolitis obliterans szervező tüdőgyulladásnak neveztek.
Az okok közé tartozik a mérgező gőzök belélegzése, légúti fertőzések, kötőszöveti rendellenességek vagy csontvelő- vagy szív-tüdő-transzplantációt követő szövődmények. A tünetek csak két-nyolc héttel a mérgező expozíciót vagy fertőzést követően jelentkezhetnek. A mögöttes mechanizmus a gyulladás, amely hegszövetképződést eredményez. A diagnózis CT-vizsgálattal, tüdőfunkciós tesztekkel vagy tüdőbiopsziával történik. A mellkasröntgen gyakran normális.
Bár a betegség nem reverzibilis, a kezelések lassíthatják a további súlyosbodást. Ez magában foglalhatja a kortikoszteroidok vagy az immunszuppresszív gyógyszerek használatát. Tüdőátültetést is felajánlhatnak. Az eredmények gyakran rosszak, a legtöbb ember hónapok vagy évek alatt meghal.
A Bronchiolitis obliterans ritka a lakosság körében. A tüdőtranszplantációt követő tíz év elteltével azonban az emberek körülbelül 75%-át érinti, és azoknak a 10%-át, akiknél valaki mástól csontvelő-transzplantációt kaptak. Az állapotot először 1981-ben írták le egyértelműen. A korábbi leírások már 1956-ban megjelentek, a "bronchiolitis obliterans" kifejezést először Reynaud használta 1835-ben.